# Dolomedes reuniascar
Espèce
Dolomedes reuniascar est une espèce d'araignées aranéomorphes de la famille des Dolomedidae.

## Distribution
Cette espèce se rencontre à La Réunion et à Madagascar.

## Description
La femelle holotype mesure 13,2 mm et le mâle paratype 9 mm.

## Systématique et taxinomie
Cette espèce a été décrite par Cazanove, Yu, Derepas et Henrard en 2025.

## Étymologie
Son nom d'espèce lui a été donné en référence au lieu de sa découverte, La Réunion et Madagascar.

## Publication originale
- Cazanove, Yu, Derepas & Henrard, 2025 : « Testing species boundaries of an unknow Dolomedes (Araneae, Dolomedidae) morphospecies from isolated islands. » European Journal of Taxonomy, vol. 997, p. 99-130 (texte intégral).